# Aplicación del artículo 155 de la Constitución española de 1978 en Cataluña

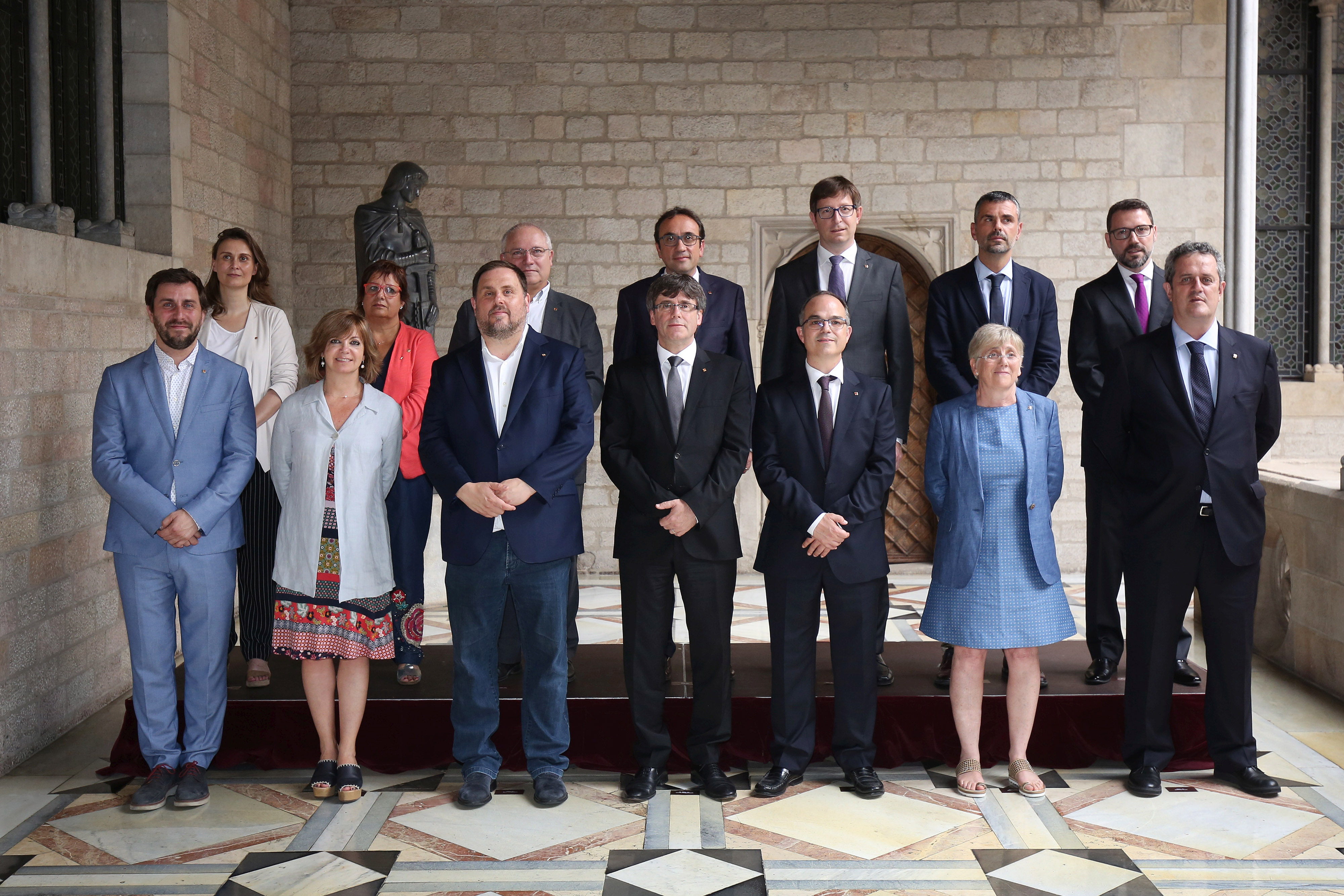
Integrantes del gobierno regional catalán en julio de 2017, con su presidente Carles Puigdemont, en el centro. Entre las medidas propuestas por el Gobierno de España, que se aprobarían durante la tramitación del artículo 155, se encontraba su cese al completo.

La aplicación del artículo 155 de la Constitución española en Cataluña fue un proceso por el que el Gobierno de España adoptó las medidas necesarias para obligar a la región de Cataluña al cumplimiento forzoso de sus obligaciones constitucionales y legales, y para proteger el interés general de la nación. Duró desde las 20:26 horas del 27 de octubre de 2017, día de la declaración unilateral de independencia de Cataluña (DUI), hasta las 12:41 horas del 2 de junio de 2018.
El proceso soberanista, iniciado en Cataluña en 2012, se compone de la celebración ilegal de un referéndum de independencia y de una declaración de independencia unilateral en octubre de 2017, declarada nula y sin efecto por los tribunales de justicia. 
Lo anterior llevó a que el Gobierno del momento, presidido por Mariano Rajoy, activase la tramitación parlamentaria del procedimiento previsto en el artículo 155 de la Constitución, con el fin de recobrar, de forma transitoria, algunos poderes ejecutivos transferidos a la región, y siempre bajo una estrecha supervisión del Senado. Su objetivo no era otro que asegurar el cumplimiento de la ley en esa región española y, así, proteger el interés general de España. La autorización al Gobierno exigida en el artículo 155 fue aprobada por la Cámara Alta de las Cortes Generales a las 16:26 horas del 27 de octubre de 2017.

## Antecedentes
Amparándose en la supuesta vigencia de la Ley del referéndum de autodeterminación de Cataluña, declarada ilegal por el Tribunal Constitucional en septiembre de 2017, y aprobada por el parlamento regional catalán, el gobierno regional catalán convocó un referéndum de autodeterminación, también suspendido expresamente por el Tribunal Constitucional.
El referéndum se celebró sin garantías y de manera ilegal el 1 de octubre de 2017. Como resultado, el presidente de la Generalidad, Carles Puigdemont, proclamó y suspendió la República Catalana, en una ambigua declaración política realizada el 10 de octubre en el parlamento regional de Cataluña.

## Requerimiento al presidente de la Generalitat
El 11 de octubre de 2017, el Gobierno, bajo la presidencia de Mariano Rajoy, siguiendo el trámite previsto en el artículo 155 de la Constitución, envió un requerimiento al presidente de la Generalidad de Cataluña para que aclarase si había realizado o no una declaración unilateral de independencia.
El requerimiento daba un plazo de cinco días para responder, advirtiéndole de que la ausencia de respuesta o cualquier respuesta que no fuera claramente negativa sería entendida como una confirmación de la declaración de independencia. 
Asimismo, en el caso de que se confirmase, por acción u omisión, la declaración de independencia, se le daba un nuevo plazo de 72 horas adicionales para revocar dicha declaración y restaurar el orden constitucional.
Tras el rechazo del presidente regional catalán a responder con claridad al requerimiento del Gobierno en dos ocasiones, el Gobierno, reunido en Consejo de Ministros en sesión extraordinaria el sábado 21 de octubre, consideró no atendido el requerimiento y acordó las medidas que serían propuestas para su aprobación en el Senado.

## Medidas propuestas
Las medidas propuestas se fundamentaron en cuatro objetivos: la vuelta a la legalidad, la restauración de la normalidad y la convivencia, la recuperación económica y la celebración de nuevas elecciones regionales en Cataluña. Durante la comparecencia para anunciar las medidas, Mariano Rajoy aseguró que “no se suspende la autonomía de Cataluña” sino que “se cesa a las personas que han puesto esa comunidad al margen de la ley” y que se haría para “garantizar íntegramente los derechos y proteger, especialmente, la libertad, la seguridad y la pluralidad” en Cataluña.
Entre las medidas principales propuestas se encontraban:

### Gobierno y administración
- La autorización al Gobierno a cesar al presidente de la Generalidad de Cataluña, a su vicepresidente y a los consejeros que integran el consejo de gobierno de la Generalidad de Cataluña. Sus funciones pasarían a los órganos o autoridades que se creasen a tal efecto o, en su defecto, directamente al Gobierno.
- La facultad de disolver el parlamento de Cataluña pasaría al presidente del Gobierno. Se convocarían elecciones en un plazo máximo de seis meses desde la aprobación por el Senado del procedimiento del artículo 155. Las elecciones se celebrarían, de acuerdo a la ley electoral, 54 días después de la convocatoria, lo que suponía que en todo caso habría elecciones antes del verano del año siguiente.
- La administración regional de Cataluña continuaría funcionando, pero bajo las directrices de los órganos o autoridades creados o designados por el Gobierno, que serían de obligado cumplimiento por todo el personal. El órgano que se designase (y en su defecto, el Gobierno en pleno) podría acordar el nombramiento, el cese o la sustitución temporal de cualquier autoridad, cargo público y personal de la administración, así como los de cualesquier organismos, entes y entidades vinculadas o dependientes de la misma, y de su sector público empresarial.

### Seguridad, gestión económica y comunicaciones
- El dictado de instrucciones directas y de obligado cumplimiento a los Mozos de Escuadra por parte de los órganos o autoridades creados o designados por el Gobierno, el acuerdo del despliegue de los Fuerzas y Cuerpos de Seguridad del Estado en Cataluña y la sustitución de los mozos si fuera necesario.
- El ejercicio de las competencias necesarias en materia económica, financiera, tributaria y presupuestaria por parte del Gobierno, entre las que se encontrarían la garantía de que los fondos estatales que correspondiesen a la comunidad y los ingresos que recaudase no se destinarían a actividades relacionadas con el proceso secesionista.
- La asunción del Centro de Telecomunicaciones y Tecnologías de la Información y el Centro de la Seguridad de la Información de Cataluña. En el ámbito del servicio público regional de comunicación audiovisual, la garantía de la transmisión de una información veraz, objetiva y equilibrada, respetuosa con el pluralismo político, social y cultural, lo que supondría la intervención de la Corporación Catalana de Medios Audiovisuales.[12]

### Parlamento de Cataluña
- La prohibición de que el parlamento de Cataluña designase a un nuevo presidente de la Generalidad de Cataluña hasta que no se constituyese un nuevo parlamento surgido de las urnas. Tampoco podría celebrar sesiones de investidura ni proponer ningún candidato a ningún puesto.
- La prohibición de que el parlamento de Cataluña controlase políticamente las actuaciones del Gobierno. Esta función recaería en el órgano que designase el Senado. Tampoco podría adoptar iniciativas contrarias a la Constitución y al Estatuto, mientras que el Gobierno tendría un plazo de 30 días para ejercer su derecho a veto.
- La anulación inmediata de pleno derecho y la carencia de efecto alguno de las disposiciones, actos y resoluciones autonómicas dictadas por el parlamento regional que contraviniesen las medidas acordadas por el Senado. Correspondería a los órganos o autoridades que designase el Gobierno la modificación de los departamentos, de las estructuras orgánicas y de los organismos, entes y entidades vinculadas o dependientes de la administración regional de Cataluña. Los miembros del extinto gobierno regional de Cataluña no gozarán de legalidad ni de legitimidad alguna para dictar ningún tipo de disposición, acto o resolución.

### Medidas transversales
- La imposición de sanciones disciplinarias a los funcionarios o personal laboral de la administración regional de Cataluña que no acatasen las medidas, sin perjuicio de ponerlo en conocimiento de la Fiscalía General del Estado. También se podrían adoptar todos los actos, actuaciones, resoluciones y disposiciones necesarias para garantizar el cumplimiento de las medidas.
- El mantenimiento en vigor de las medidas hasta que tomase posesión un nuevo gobierno regional de Cataluña, que resultase de la celebración de las correspondientes elecciones al parlamento regional. Las medidas que resultasen autorizadas por el Senado, entrarían en vigor desde el momento de su publicación en el Boletín Oficial del Estado.

## Tramitación en el Senado
El calendario inicialmente propuesto para la tramitación del artículo 155 en el Senado fue el siguiente:
- 24 de octubre. Constitución de la comisión del Senado.
- 26 de octubre. El gobierno regional de Cataluña tenía de plazo hasta las 10:00 para presentar alegaciones y designar a un representante. Una ponencia con senadores de todos los grupos se reuniría a las 12:00 a puerta cerrada para estudiar y debatir las alegaciones del gobierno regional y las posibles enmiendas presentadas por los grupos. A las 17:00, la ponencia emitiría un dictamen que debatiría la comisión, ya públicamente, para elevarlo al pleno.
- 27 de octubre. Pleno del Senado a las 10:00 para aprobar o rechazar la autorización al Gobierno a aplicar las medidas acordadas.

### Constitución de la comisión

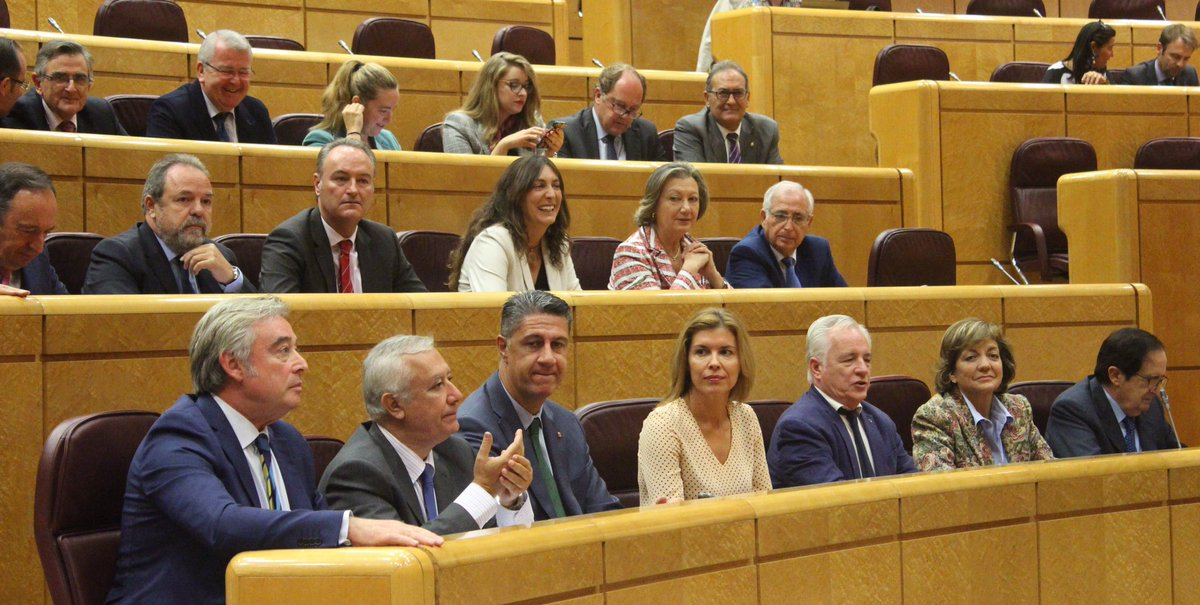
Comisión del Senado que tramitó la aplicación del artículo 155.

Los nombres de los miembros del Senado integrantes de la comisión que tramitaría la aplicación del artículo 155 se registraron el 23 de octubre. La comisión estuvo presidida por el presidente del Senado, Pío García-Escudero (PP), y se compuso de 27 miembros: 15 del PP, 6 del PSOE, 2 de Unidos Podemos, 1 del PNV, 1 de ERC, 1 de PDeCAT y 1 del Grupo Mixto (UPN). No estuvieron representados ni el PSC ni Ciudadanos. Solo hubo tres senadores catalanes en la comisión: el de ERC, el del PDECat, y el también diputado en el parlamento regional por el Partido Popular, Xavier García Albiol.

### Presentación de alegaciones
La Generalidad de Cataluña envió el burofax con las alegaciones a las 10:03, tres minutos más tarde del plazo máximo establecido, y se registró en el Senado a las 10:23. La causa del retraso, según el portavoz del PDeCAT en el Senado, fue un problema técnico con el burofax (un atasco de papel). A pesar del retraso, las alegaciones fueron admitidas.
Las alegaciones consistieron en una carta de nueve folios en la que Carles Puigdemont acusaba al Gobierno de haber sobrepasado, con las medidas propuestas, los límites permitidos por el artículo 155 y en la que afirmaba que, con su aplicación, se iba a crear una "todavía más grave situación extraordinaria, al arrebatar a Cataluña su autonomía política". Puigdemont, que rechazó acudir al Senado a defender sus alegaciones por considerar que la decisión final ya estaba tomada de antemano, designó como su representante al delegado de la Generalidad en Madrid, Ferran Mascarell o, en caso de no ser posible, a los senadores del PDeCAT y de ERC Josep Lluís Cleries y Miquel Àngel Estradé.

### Tramitación de alegaciones y enmiendas
La comisión del Senado aprobó con 22 votos a favor, 5 en contra y ninguna abstención el texto provisional de las medidas propuestas por el Gobierno. Asimismo, rechazó las alegaciones de la Generalidad y que la representación de Puigdemont en el Senado recayese sobre Ferran Mascarell, dado que era un funcionario de libre designación de la administración regional catalana, y no un miembro del gobierno regional catalán. Una enmienda del PSOE, a favor de que la aplicación de las medidas se hiciera de manera gradual, fue aceptada.
Otras dos enmiendas del PSOE quedaron pendientes de decisión para el pleno del día siguiente; una con la posibilidad de frenar las medidas del artículo 155 si se producía una convocatoria de elecciones anticipadas por parte del presidente de la Generalidad, enmienda que fue retirada después de que se presentara la Declaración unilateral de independencia para su votación en el parlamento de Cataluña; otra relativa al control de TV3 y los medios públicos catalanes, la cual fue aceptada "in extremis" por el Senado reunido en Pleno.

### Pleno del Senado y declaración unilateral de independencia
El 27 de octubre, tras un largo debate, el Senado aprobó dar la autorización solicitada por el Gobierno para aplicar las medidas acordadas. La autorización fue concedida con 214 votos a favor del PP, PSOE, PSC, Ciudadanos, UPN, Foro y Coalición Canaria; 47 en contra de Unidos Podemos, ERC, PDeCAT, PNV, EH Bildu y Compromís; y la abstención de Nueva Canarias. Los senadores José Montilla (PSC) y Francesc Antich (PSOE) se ausentaron de la votación para no romper la disciplina de voto de sus partidos, pues no estaban de acuerdo con la aplicación del artículo 155.
En paralelo al pleno del Senado, el parlamento regional de Cataluña celebró otro pleno en el que se aprobó una "declaración unilateral de independencia para constituir una república catalana como un Estado independiente". La declaración contó con 70 votos a favor, 10 en contra y 2 votos en blanco. Los parlamentarios de Ciudadanos, PSC y PP se ausentaron de la votación.

## Intervención de la autonomía de Cataluña

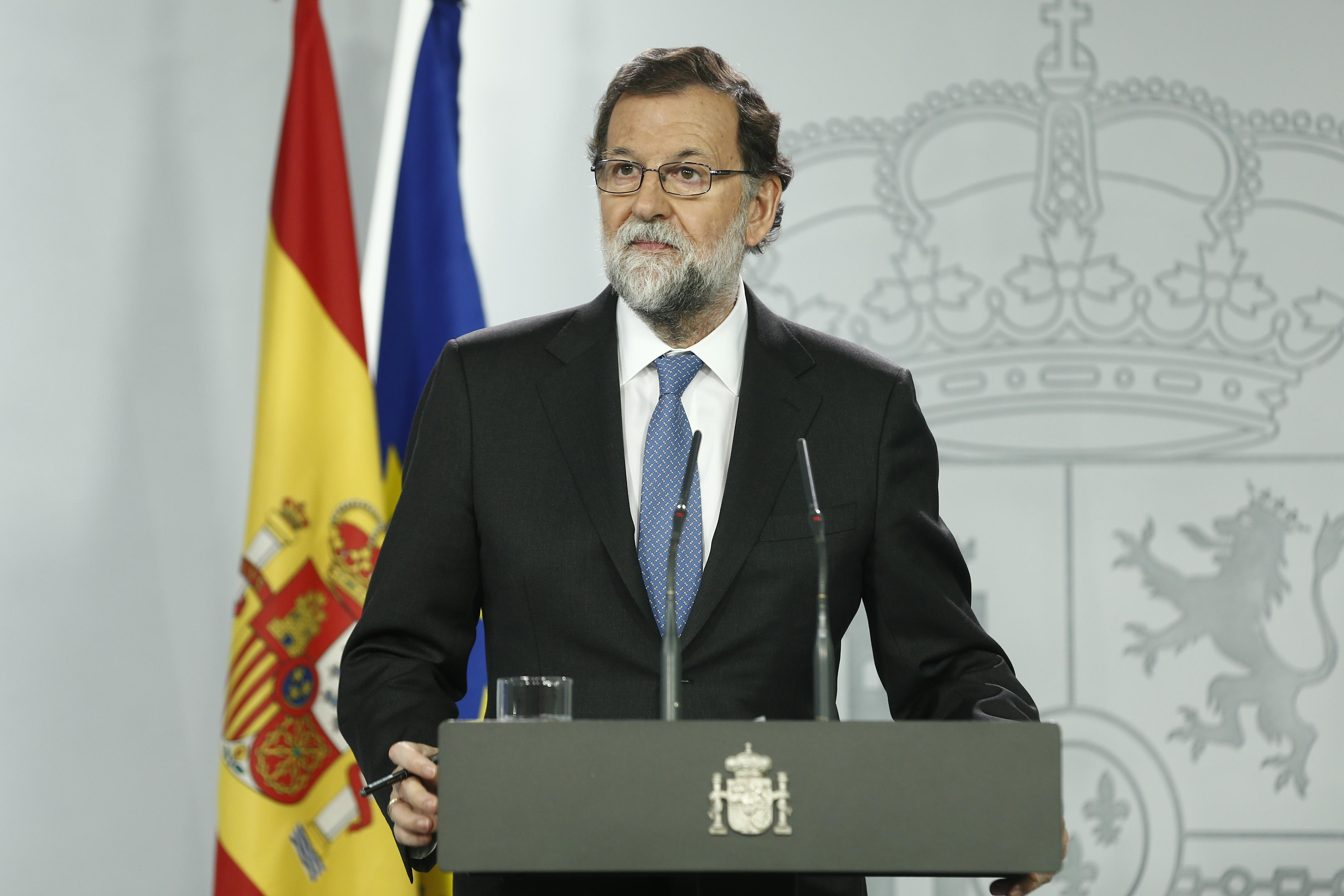
Comparecencia del presidente del Gobierno tras la declaración de independencia de Cataluña.

El 27 de octubre, tras la aprobación en el Senado de las medidas propuestas por el Gobierno y tras la declaración unilateral de independencia realizada en el parlamento regional de Cataluña, el presidente del Gobierno, Mariano Rajoy convocó un Consejo de Ministros extraordinario. A su término, anunció la aprobación de cinco reales decretos con los siguientes contenidos:
1. El cese del presidente de la Generalidad, Carles Puigdemont.[29]
2. El cese de todos los miembros del gobierno de la Generalidad, empezando por su vicepresidente, Oriol Junqueras.[30]
3. La asunción de las competencias de las consejerías catalanas por parte de los Ministerios correspondientes. El presidente del Gobierno, Mariano Rajoy, y la vicepresidenta del Gobierno, Soraya Sáenz de Santamaría, asumieron las funciones y competencias que correspondían al presidente y vicepresidente de la Generalidad de Cataluña respectivamente, si bien Rajoy delegó todas las funciones del presidente de la Generalidad también en la vicepresidenta del Gobierno.[31]
4. La supresión de las oficinas del presidente y del vicepresidente de la Generalidad, del autodenominado "Consejo Asesor para la Transición Nacional", de la "Comisión especial sobre la violación de derechos fundamentales en Cataluña", del "Consejo de Diplomacia Pública de Cataluña" (DIPLOCAT) y de todas las delegaciones del gobierno de la Generalidad de Cataluña repartidas por el mundo (conocidas popularmente como embajadas catalanas), salvo la de la Unión Europea (en Bruselas).[32]
5. La disolución del parlamento regional de Cataluña y la convocatoria inmediata de nuevas elecciones autonómicas catalanas para el 21 de diciembre de 2017.[33]

Asimismo, esa madrugada, el ministro del Interior, Juan Ignacio Zoido, dispuso el cese del mayor de los Mozos de Escuadra-Policía de la Generalidad, José Luis Trapero.

## Fin de la intervención
El 14 de mayo de 2018 Quim Torra (JxCat) fue investido nuevo presidente de la Generalidad de Cataluña por el nuevo parlamento autonómico elegido el 21 de diciembre del año anterior. Sin embargo, sus funciones permanecían suspendidas en virtud del artículo 155 de la Constitución, que exigía la toma de posesión de todo el gobierno regional catalán en pleno para la restitución de la autonomía de la región. El 2 de junio de 2018, apenas hora y media después del cambio de Gobierno en España al asumir Pedro Sánchez como nuevo presidente del Gobierno, tomaron posesión de sus cargos los consejeros del gobierno de la Generalitat de Torra. Esto supuso el levantamiento automático, por ministerio de la ley, de la aplicación del artículo 155 de la Constitución en Cataluña. La intervención de la autonomía catalana duró, en total, más de siete meses.